# Зриньи, Миклош (деятель XVI века)
Ми́клош Зри́ньи, Никола́й Шубич Зри́нский (венг. Zrínyi Miklós, хорв. Nikola Šubić Zrinski), граф, 1508 — 8 сентября 1566) — полководец императора Фердинанда I.

## Биография
Миклош Зриньи родился в 1508 году. Происходил из древнего славянского рода Шубичей (Šubić), верхнехорватская ветвь которого с XIV века именовалась графами Зринскими.

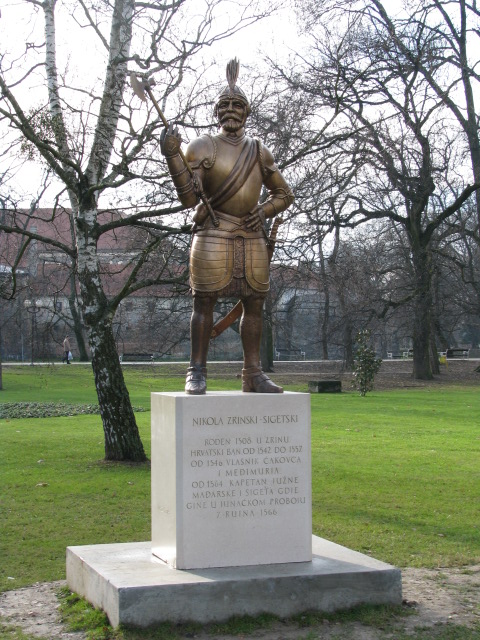
Статуя Миклоша Зриньи в Парке Зринских в Чаковце

С 1542 г. бан Хорватии и Славонии, Зриньи в 1563 г. был назначен главнокомандующим войсками на правом берегу Дуная и комендантом Сигетвара.
6 августа 1566 г. султан Сулейман появился с многочисленным войском под стенами крепости, в которой засел Зриньи с 2500 человек. 19 августа Зриньи вынужден был оставить город, который был предан огню, и с остатками своего отряда, в числе 800 человек, заперся в цитадели. С 26 августа до 1 сентября турки ежедневно по несколько раз штурмовали цитадель, но безуспешно. Тщетно склонял султан Зриньи к капитуляции, предлагая ему наместничество над всей Иллирией и наследственное владение Боснией, тщетно грозил ему казнью его единственного сына Георга, будто бы попавшего в плен к туркам. Когда 7 сентября пламя охватило верх цитадели, Зриньи во главе своих 600 воинов ринулся в густые ряды турок и скоро пал, поражённый тремя пулями.
Героическая защита Сигетвара послужила сюжетом для многих драматических и музыкальных произведений, например, оперы «Николай Зринский» И. Зайца, впервые поставленной в Загребе в 1876 г.

## Наследие
Отец Юрая IV Зринского, управляющего казначейством Королевства Венгрия и Хорватия (1567—1603).
Правнук Зриньи, также Миклош (Николай) (1620—1664), с 1647 г. бан Хорватии, одержал несколько побед над турками. Любитель наук и поэзии, он оставил (на венгерском языке) идиллии, песни и эпос «Obsidio Szigétiana», воспевающий подвиги его предка. Собрание его стихотворений издано в 1651 г. (Вена), а прозаические сочинения в 1817 г. (Пешт); издание полного собрания его сочинений вышло в Пеште в 1852 г. 
Род Зринских прекратился в 1703 г.

## Увековечение памяти
- Парк венгерско-турецкой дружбы
- Площадь Миклоша Зриньи
- Орден Николы Шубича Зринского